# Metro Newspapers
Metro Newspapers est un groupe de presse américain, fondé en 1985, dont le siège est situé à San José et édite sept journaux hebdomadaires en Californie du Nord, : Metro Silicon Valley, Good Times, Pacific Sun, North Bay Bohemian, Gilroy Dispatch, Hollister Free Lance, et Morgan Hill Times.
Metro Silicon Valley fait partie des premiers journaux à avoir publié les dessins de Matt Groening, dans une comics intitulé Life in Hell, avant qu'il ne créé Les Simpson, mais aussi l'horoscope de Rob Brezsny (Real Astrology).